# Veldhoven
Veldhoven – miasto i gmina w prowincji Brabancja Północna w Holandii. W 2019 miasto zamieszkiwało 45 337 mieszkańców.
W miejscowości Halfmijl znajdują się neolityczne kurhany. W południowej części gminy płyną krótkie rzeki Gender i Run. Granicę między Veldhoven a Waalre stanowi rzeka Dommel.
W gminie znajduje się Muzeum 't Oude Slot, poświęcone etnologii. Jest tam też specjalne zoo, które koncentruje się na ochronie papug i innych ptaków egzotycznych. W gminie znajduje się także kilka kościołów oraz trzy wiatraki. Miastem partnerskim jest Jarocin.

## Galeria

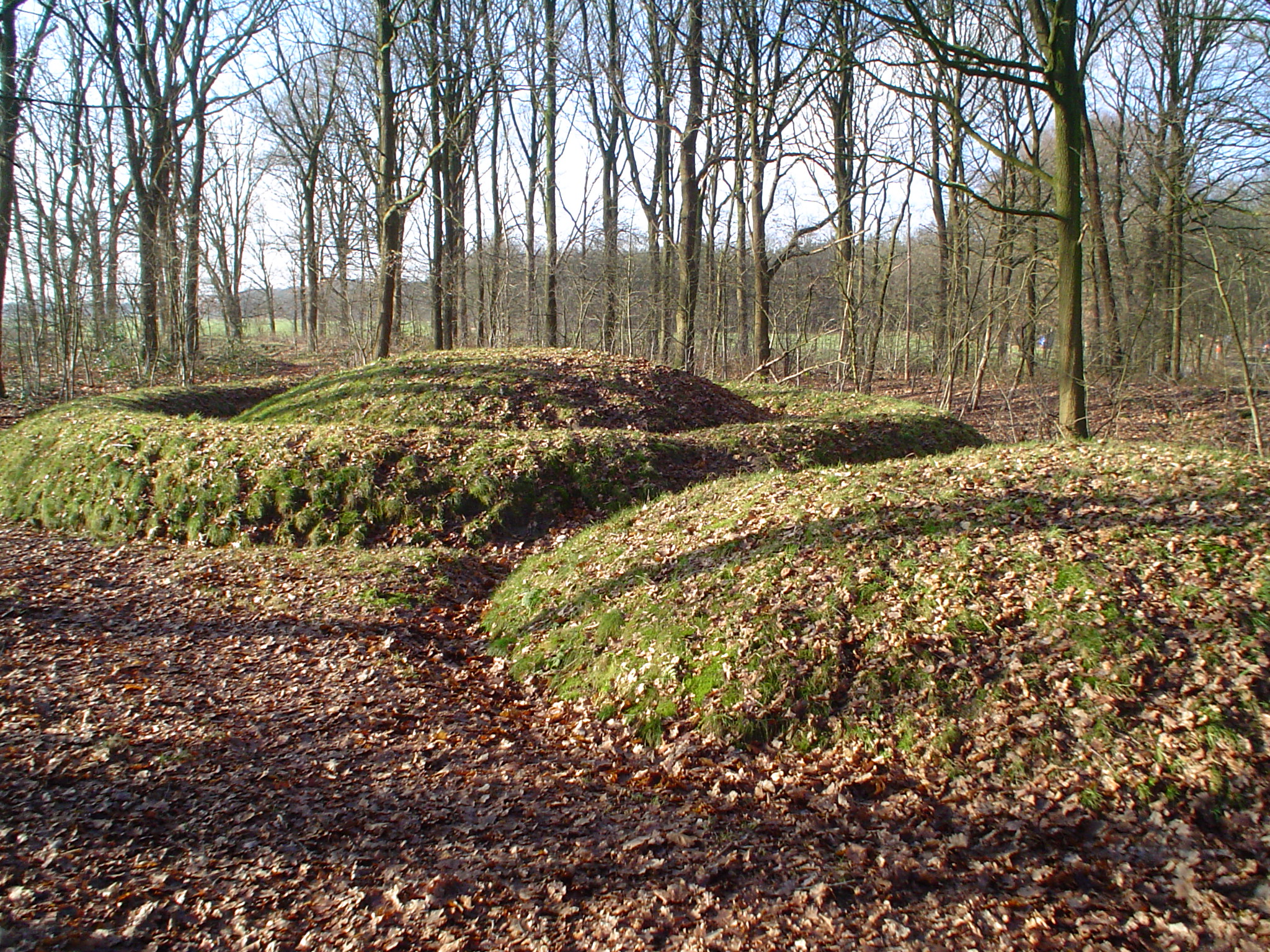
Neolityczne kurhany
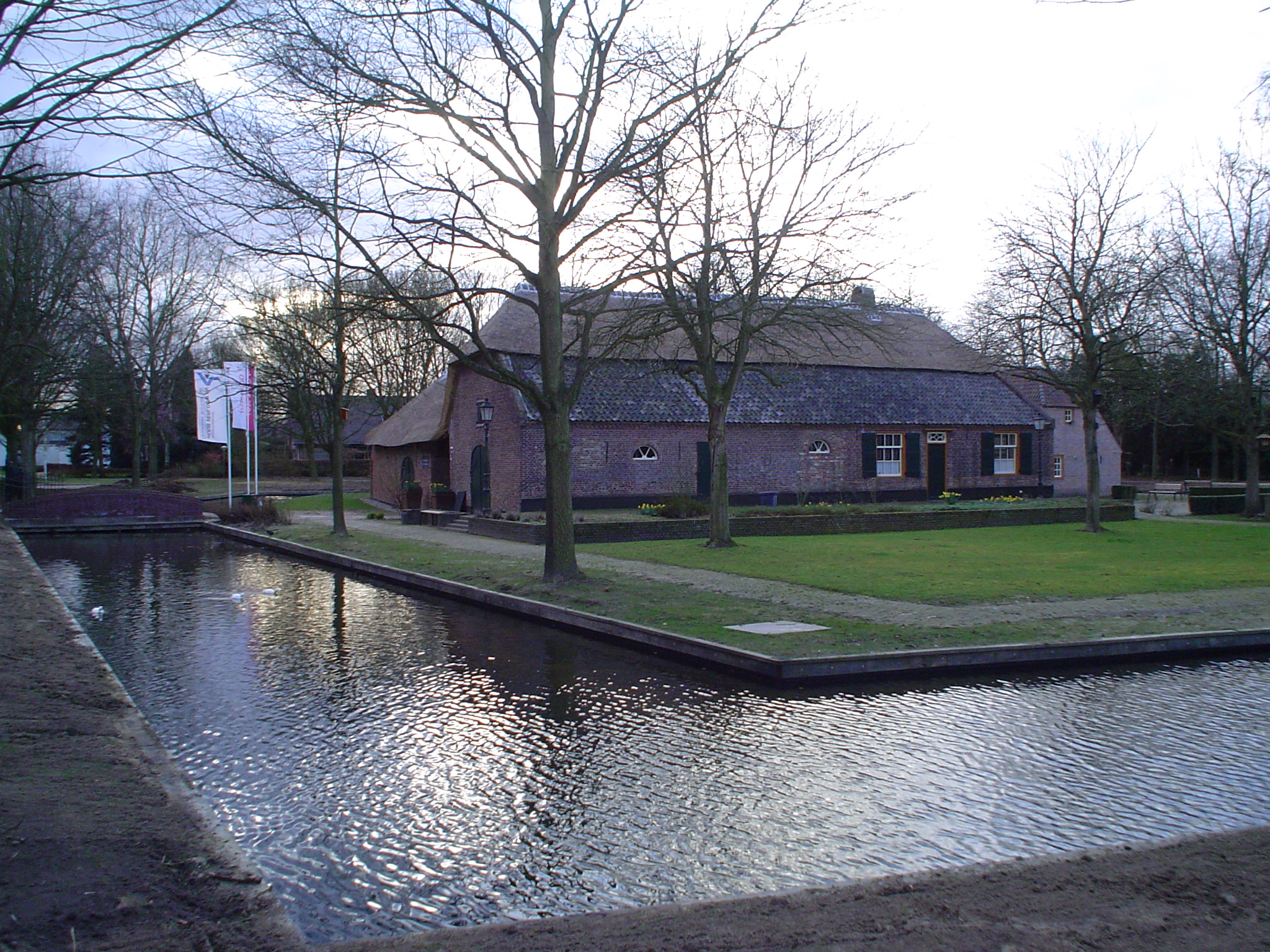
Muzeum 't Oude Slot
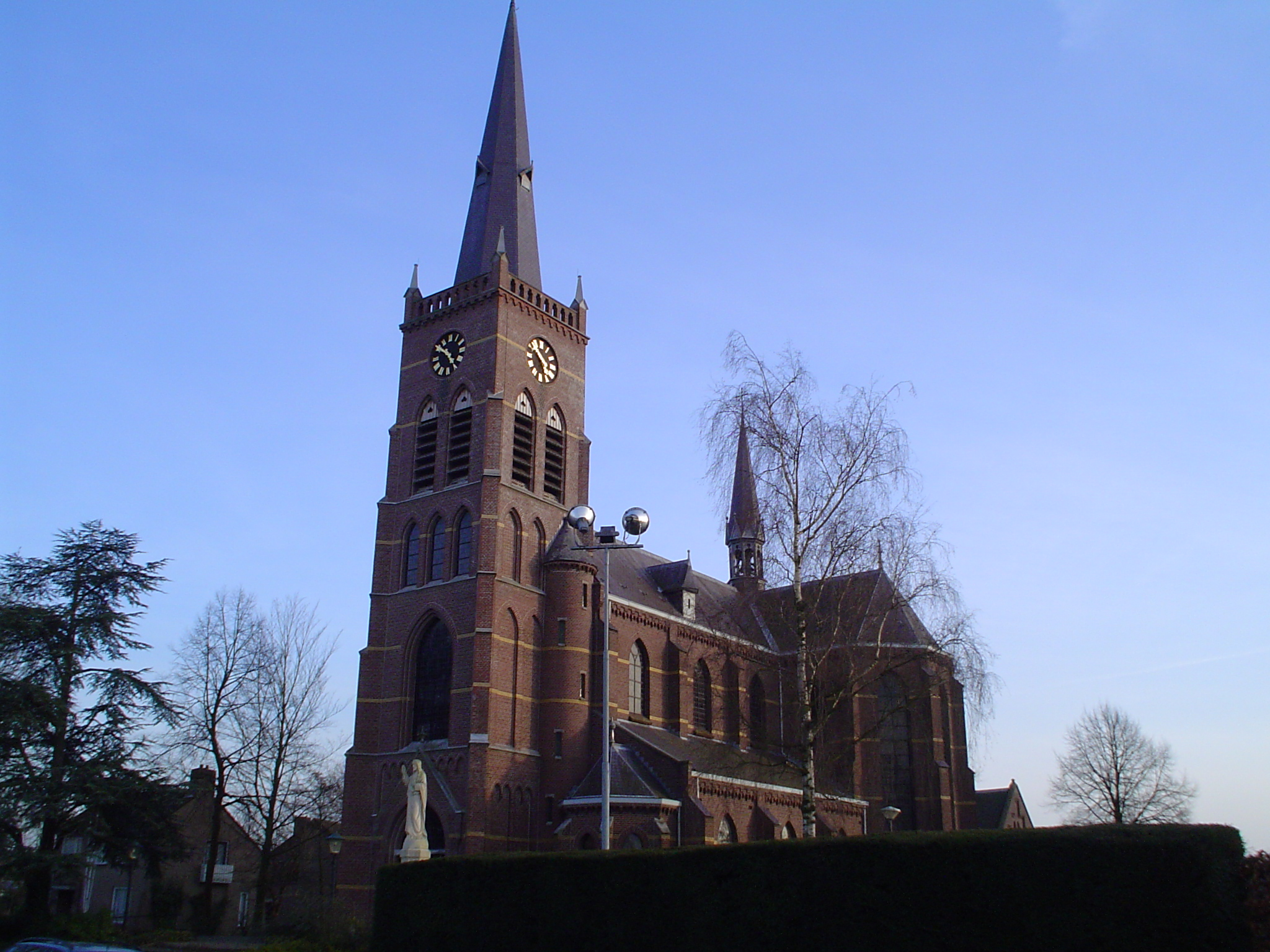
Neogotycki kościół św. Jana Chrzciciela w Oerle
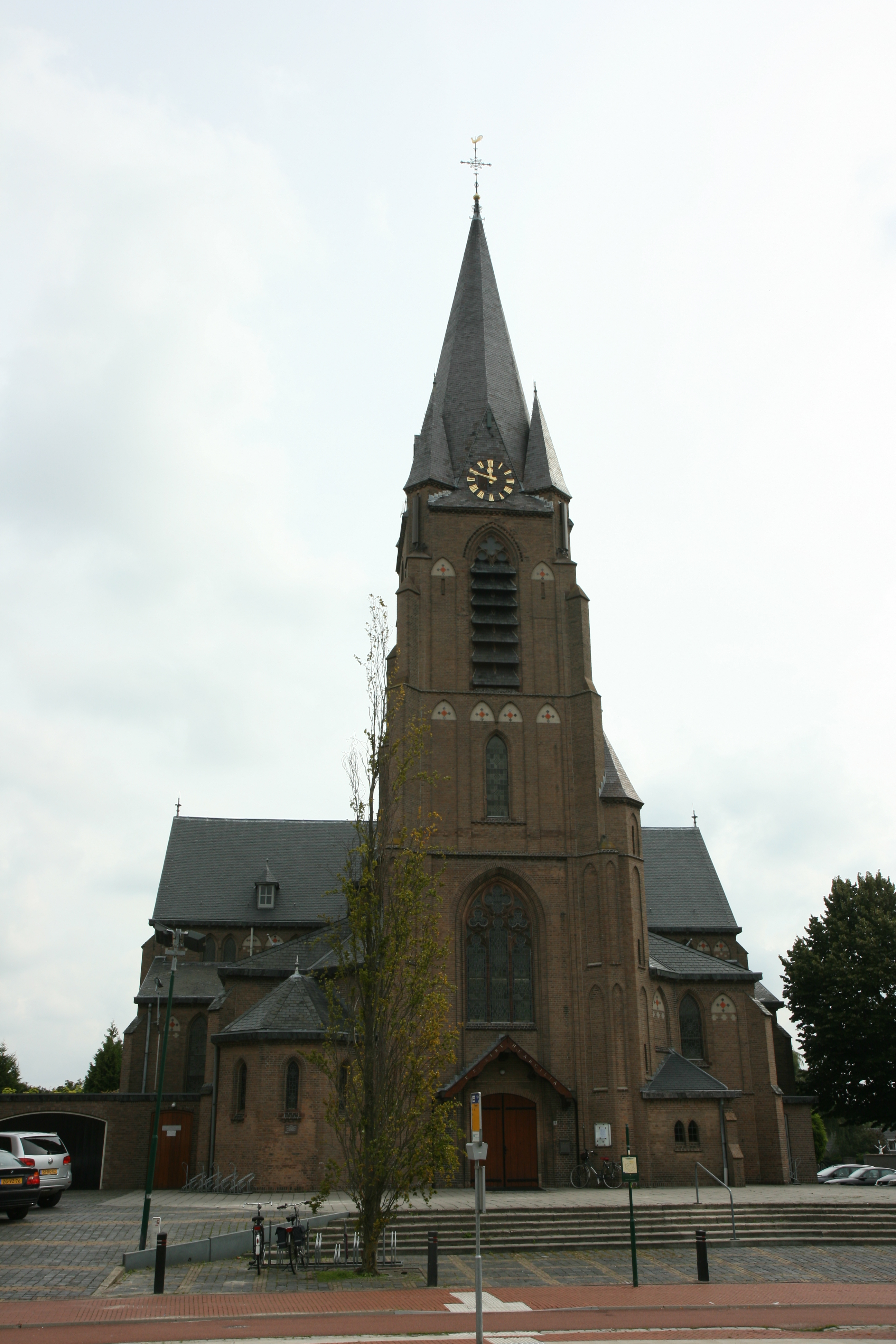
Neogotycki kościół św. Cecylii w Veidhoven
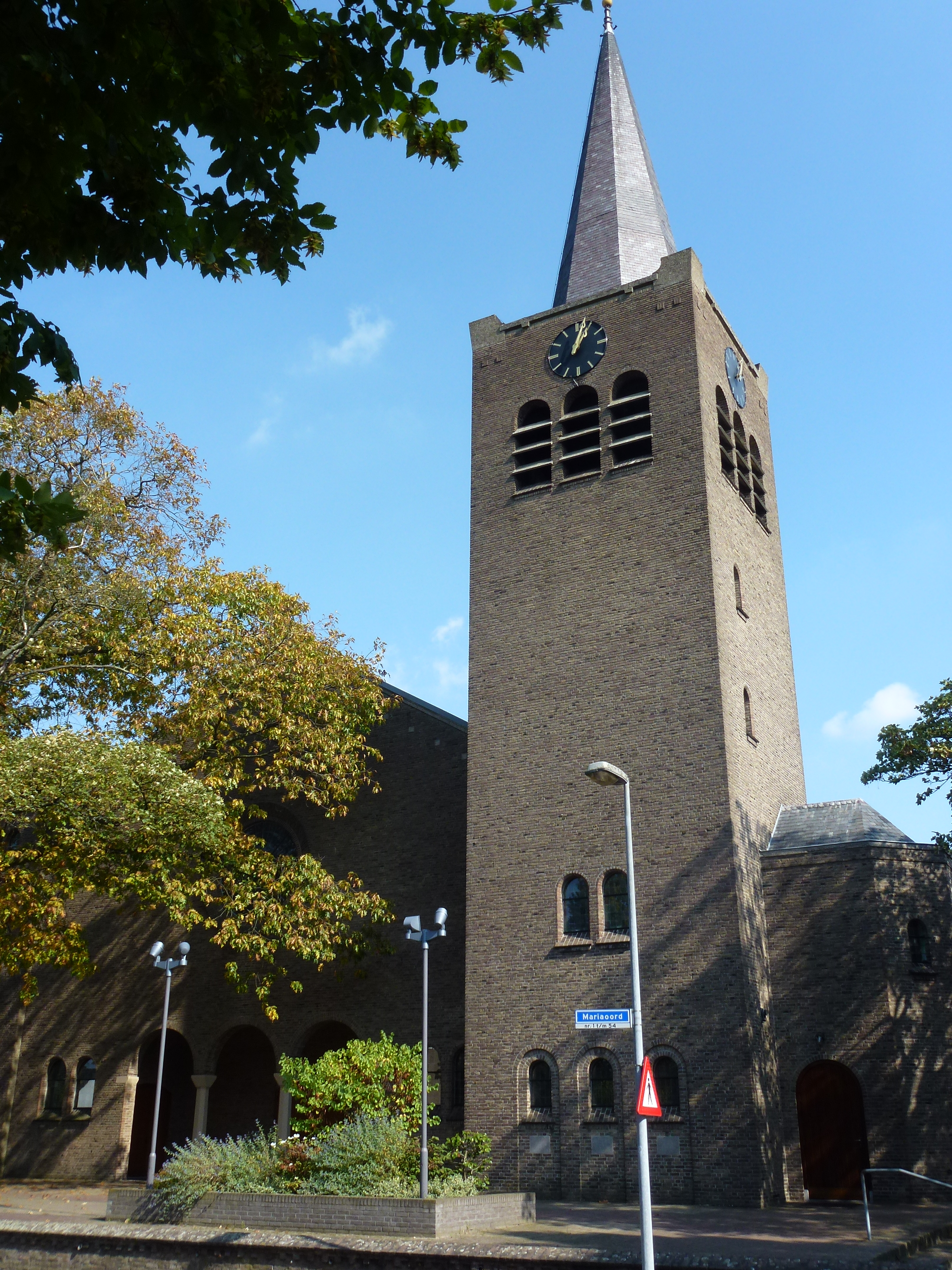
Pielgrzymkowy kościół św. Lamberta w Meerveldhoven
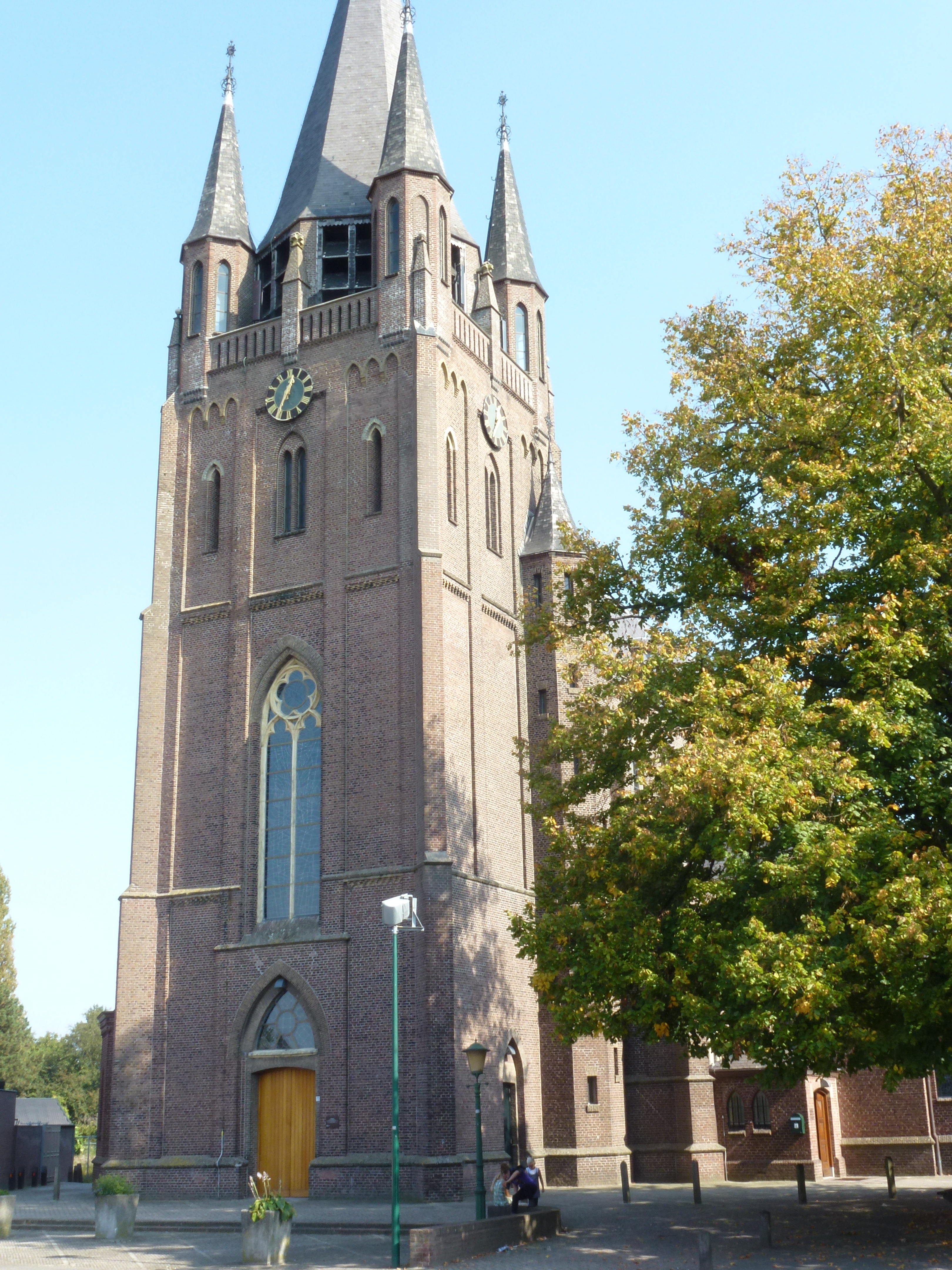
Kościół św. Wilibrorda
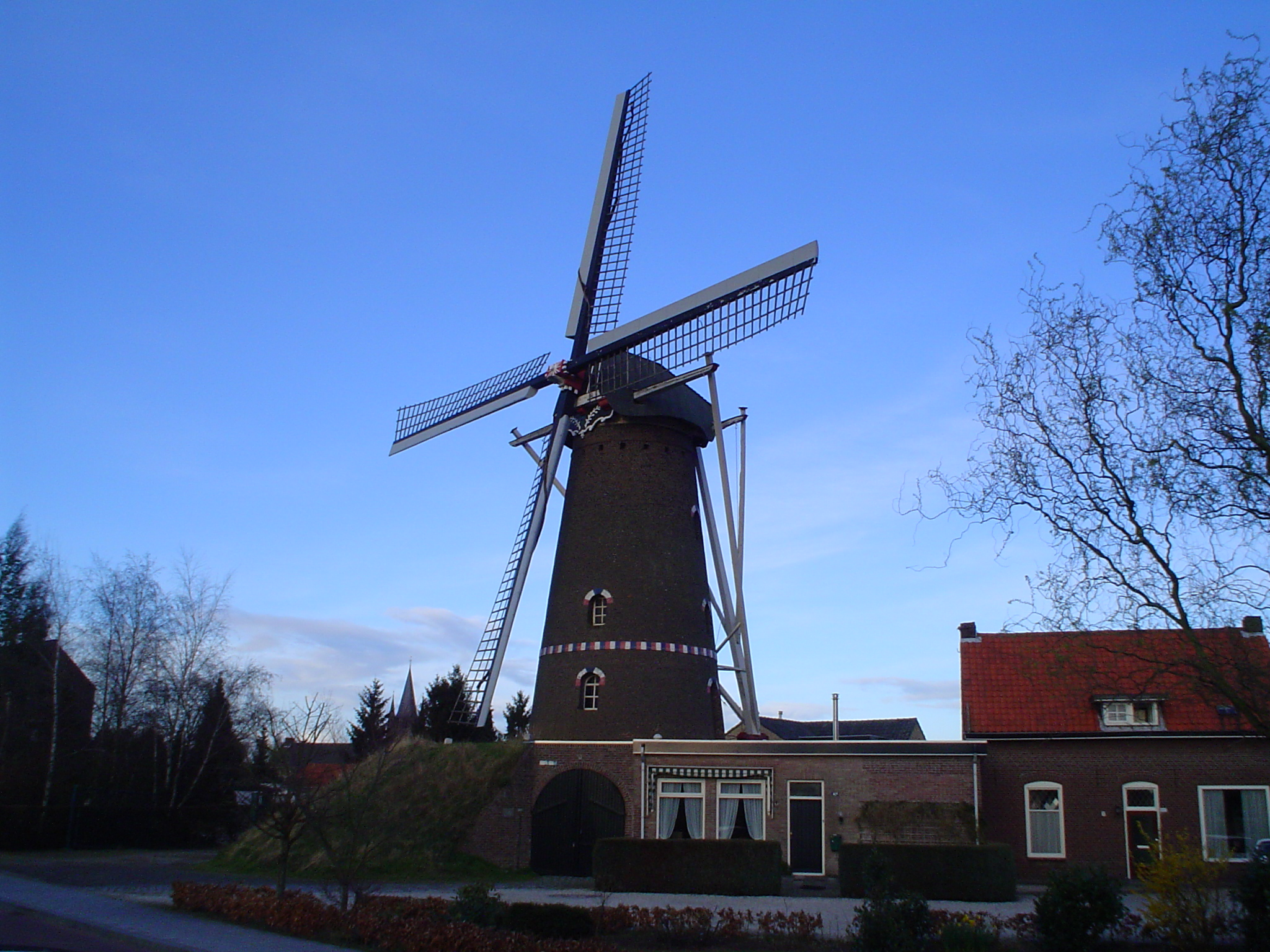
Wiatrak Zilster w Zeelst
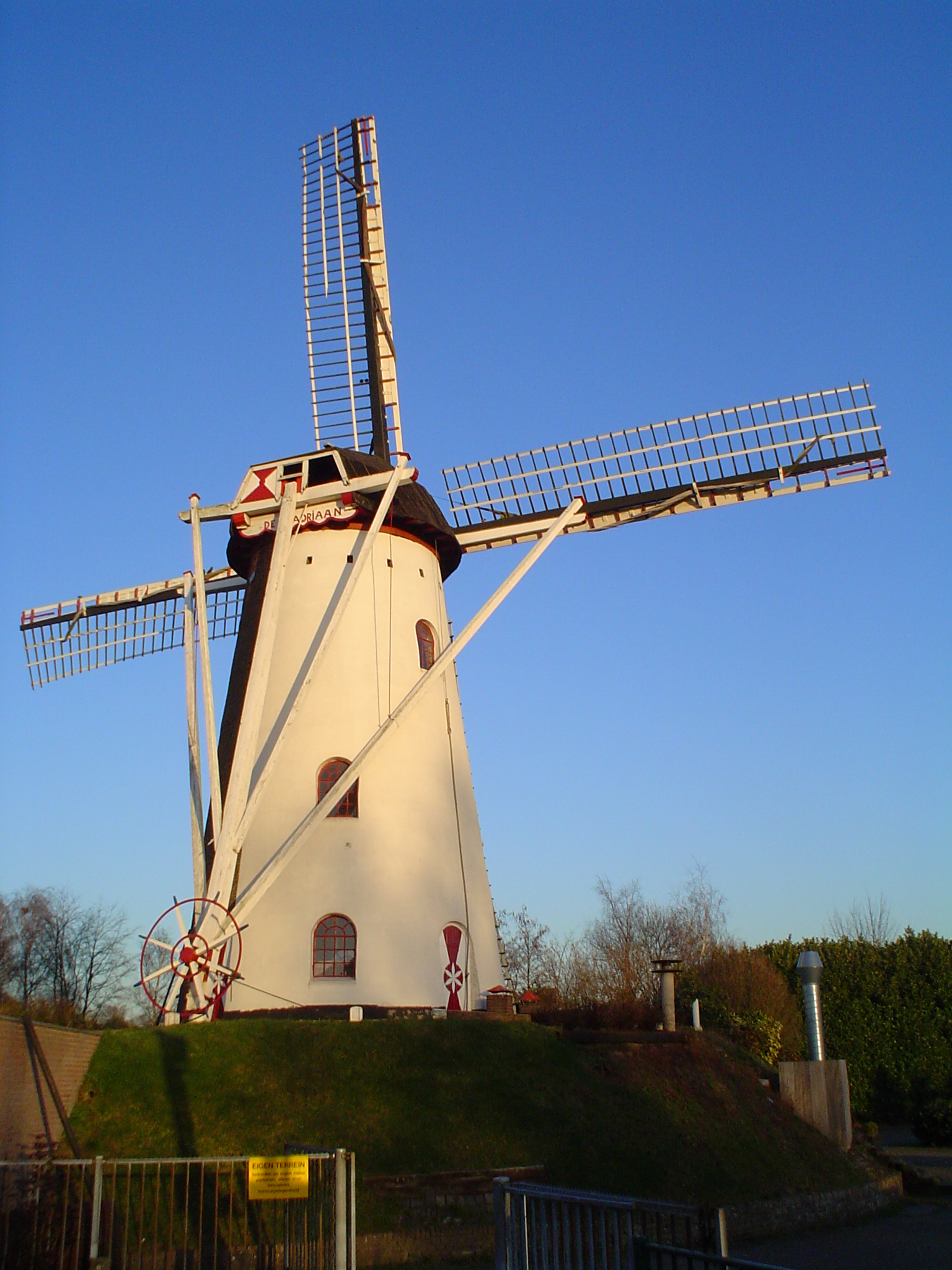
Wiatrak Ruben w Meerveldhoven
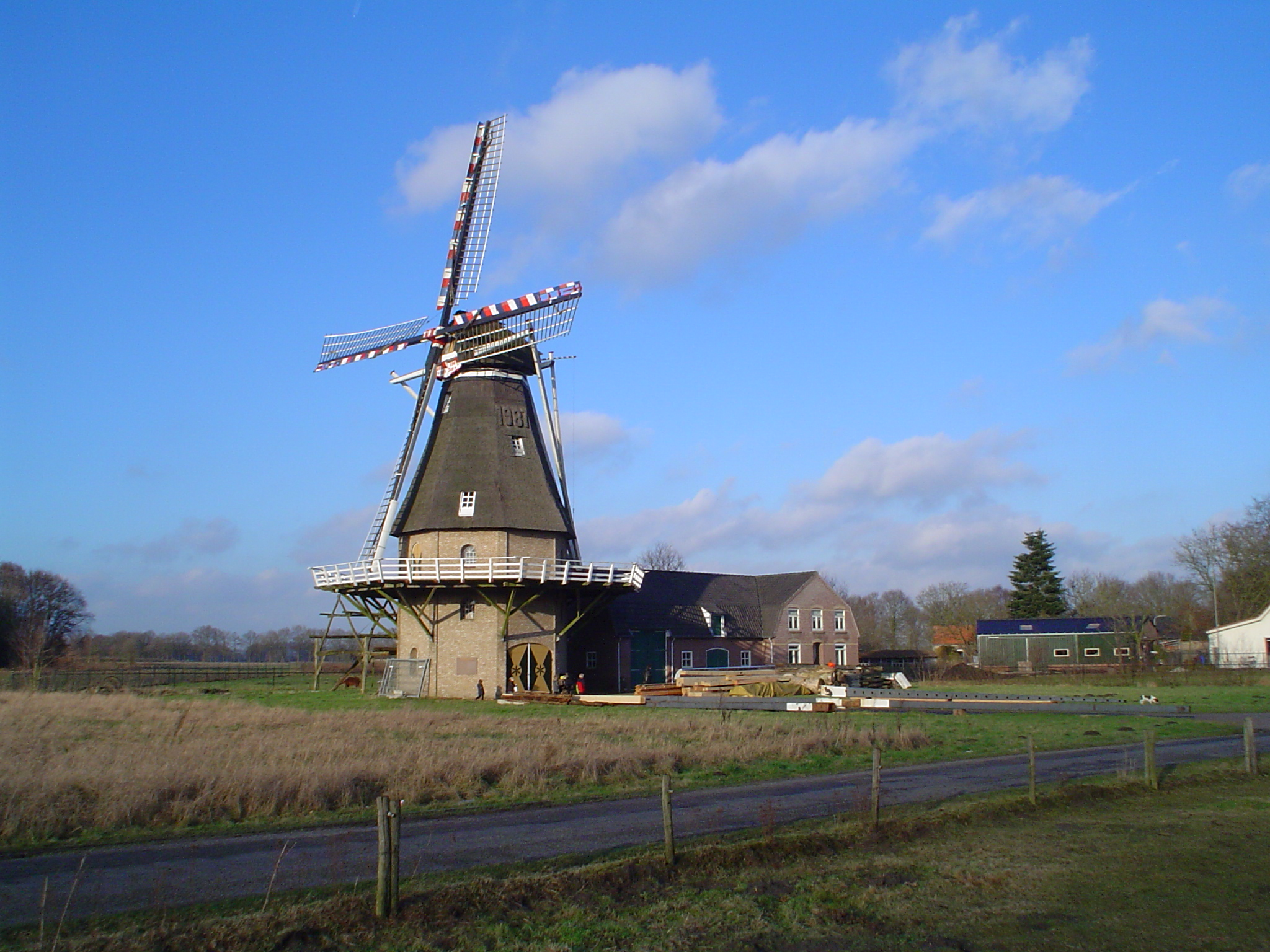
Młyn Jana w pobliżu Hoogeind